# Stepove, Dnipro
Stepove (în ucraineană Степове) este o comună în raionul Dnipro, regiunea Dnipropetrovsk, Ucraina, formată numai din satul de reședință.

## Demografie
Componența lingvistică a satului Stepove
     Ucraineană (88,95%)
     Rusă (10,11%)
     Alte limbi (0,29%)
Conform recensământului din 2001, majoritatea populației satului Stepove era vorbitoare de ucraineană (88,95%), existând în minoritate și vorbitori de rusă (10,11%).